# Лукас Лейва
Лу́кас Пецци́ні Ле́йва (порт. Lucas Pezzini Leiva; нар. 9 січня 1987, Дорадус, Бразилія) — бразильський футболіст, опорний півзахисник клубу «Греміо». Перший бразилець, який забив гол за «Ліверпуль». Має подвійне громадянство: бразильське та італійське. Його дядько, Лейвінья, також футболіст. Грав за національну збірну Бразилії.

## Клубна кар'єра

### «Греміо»
2006 року Лукас допоміг клубу виграти чемпіонат Ріу-Гранді-ду-Сул, а також третє місце у чемпіонаті. Лукас став наймолодшим гравцем, який коли-небудь отримував бразильський Золотий м'яч, який дається найкращому гравцю Чемпіонату країни.
Невдовзі гравцем зацікавилися відомі європейські клуби. 13 травня 2007 року «Ліверпуль» оголосив, що підписав Лукаса приблизно за 6 млн фунтів стерлінгів.

### «Ліверпуль»
26 липня 2007 Лукаса було офіційно представлено як гравця «Ліверпуля».
27 січня 2008 Лейва забив свій перший м'яч за «червоних» у матчі Кубку у ворота «Хавант енд Вотерлувіл», ставши першим бразильцем, який забив за «Ліверпуль».
14 квітня 2009 року Лукас відзначився у матчі-відповіді Ліги Чемпіонів у воротах «Челсі», однак цього було недостатньо для проходу в наступний раунд змагання. 3 травня він забив свій перший мяч у чемпіонаті в ворота «Ньюкасл Юнайтед».
8 квітня 2010 року Лукас забив другий м'яч за «Ліверпуль» у єврокубках у ворота «Бенфіки».
12 лютого 2011 року Лейва вийшов сотий раз за «червоних» у чемпіонаті.
Загалом за десять сезонів, проведених в Англії, провів за «Ліверпуль» 346 матчів, з них 247 у Прем'єр-лізі.

### «Лаціо»
18 липня 2017 року за 5 мільйонів фунтів стерлінгів перейшов до італійського «Лаціо». У своєму першому сезоні в Італії взяв участь у 50 іграх римської команди в усіх турнірах і був обраний Гравцем року у її складі.
Загалом провів у римському клубі п'ять сезонів, взявши участь у 198 іграх усіх турнірів. Влітку 2022 року досвідчений гравець повернувся на батьківщину, уклавши контракт з рідним «Греміо».

## Кар'єра у збірних
У жовтні 2006 року Лукас провів два товариські матчі в складі національної збірної Бразилії (Лукас виявився наймолодшим гравцем збірної в цих матчах і одним з лише двох футболістів, які не були легіонерами). Однак ці матчі не були визнані FIFA офіційними, а тому до серпня 2007 вважалося, що за першу збірну він не грав.
Лукас був капітаном збірної Бразилії U20 і виграв з нею Чемпіонат Південної Америки у своїй віковій категорії в 2007 році. Очікувалося, що буде її капітаном і на Чемпіонаті світу серед гравців віком до 20 років, але через травму він не зміг взяти в ньому участь.
22 серпня відбувся офіційний дебют Лукаса Лейви у першій збірній Бразилії — він вийшов на заміну в матчі з Алжиром. У складі національної олімпійської команди Лукас узяв участь в Олімпійських іграх у Пекіні. Бразилія дійшла до півфіналу. де з розгромним рахунком поступилася своїм принциповим суперникам з Аргентини. Лукас в кінці цього матчу отримав червону картку та був видалений за фол на своєму партнерові на той час по «Ліверпулю» Хав'єрові Маскерано. У матчі за третє місце бразильці виявилися сильнішими за Бельгію та завоювали бронзові медалі.
За національну збірну Бразилії протягом 2007—2013 років провів 24 офіційні гри.

## Статистика виступів

### Статистика клубних виступів
Станом на 4 жовтня 2020
| Сезон                 | Команда               | Чемпіонат             | Чемпіонат | Чемпіонат | Національний кубок | Національний кубок | Національний кубок | Континентальні кубки | Континентальні кубки | Континентальні кубки | Інші змагання | Інші змагання | Інші змагання | Усього | Усього |
| Сезон                 | Команда               | Ліга                  | Ігор      | Голів     | Ліга               | Ігор               | Голів              | Ліга                 | Ігор                 | Голів                | Ліга          | Ігор          | Голів         | Ігор   | Голів  |
| --------------------- | --------------------- | --------------------- | --------- | --------- | ------------------ | ------------------ | ------------------ | -------------------- | -------------------- | -------------------- | ------------- | ------------- | ------------- | ------ | ------ |
| 2005                  | «Греміо»              | ЛГ+B                  | 0+3       | 0         | КБ                 | 0                  | 0                  | -                    | -                    | -                    | -             | -             | -             | 3      | 0      |
| 2006                  | «Греміо»              | ЛГ+A                  | 16+32     | 0+4       | КБ                 | 4                  | 1                  | -                    | -                    | -                    | -             | -             | -             | 52     | 5      |
| 2007                  | «Греміо»              | ЛГ+A                  | 9+3       | 2+0       | КБ                 | 0                  | 0                  | КЛ                   | 8                    | 1                    | -             | -             | -             | 20     | 3      |
| Усього за «Греміо»    | Усього за «Греміо»    | Усього за «Греміо»    | 25+38     | 2+4       |                    | 4                  | 1                  |                      | 8                    | 1                    |               | -             | -             | 75     | 8      |
| 2007–08               | «Ліверпуль»           | ПЛ                    | 18        | 0         | КА+КЛ              | 4+3                | 1+0                | ЛЧ                   | 7                    | 0                    | -             | -             | -             | 32     | 1      |
| 2008–09               | «Ліверпуль»           | ПЛ                    | 25        | 1         | КА+КЛ              | 2+2                | 0+1                | ЛЧ                   | 10                   | 1                    | -             | -             | -             | 39     | 3      |
| 2009–10               | «Ліверпуль»           | ПЛ                    | 35        | 0         | КА+КЛ              | 2+0                | 0                  | ЛЧ+ЛЄ                | 5+8                  | 0+1                  | -             | -             | -             | 50     | 1      |
| 2010–11               | «Ліверпуль»           | ПЛ                    | 33        | 0         | КА+КЛ              | 1+1                | 0                  | ЛЄ                   | 12                   | 1                    | -             | -             | -             | 47     | 1      |
| 2011–12               | «Ліверпуль»           | ПЛ                    | 12        | 0         | КА+КЛ              | 0+3                | 0                  | -                    | -                    | -                    | -             | -             | -             | 15     | 0      |
| 2012–13               | «Ліверпуль»           | ПЛ                    | 26        | 0         | КА+КЛ              | 1+0                | 0                  | ЛЄ                   | 4                    | 0                    | -             | -             | -             | 31     | 0      |
| 2013–14               | «Ліверпуль»           | ПЛ                    | 27        | 0         | КА+КЛ              | 1+1                | 0                  | -                    | -                    | -                    | -             | -             | -             | 29     | 0      |
| 2014–15               | «Ліверпуль»           | ПЛ                    | 20        | 0         | КА+КЛ              | 3+5                | 0                  | ЛЧ+ЛЄ                | 4+0                  | 0                    | -             | -             | -             | 32     | 0      |
| 2015–16               | «Ліверпуль»           | ПЛ                    | 27        | 0         | КА+КЛ              | 1+5                | 0                  | ЛЄ                   | 7                    | 0                    | -             | -             | -             | 40     | 0      |
| 2016–17               | «Ліверпуль»           | ПЛ                    | 24        | 0         | КА+КЛ              | 3+4                | 1+0                | -                    | -                    | -                    | -             | -             | -             | 31     | 1      |
| Усього за «Ліверпуль» | Усього за «Ліверпуль» | Усього за «Ліверпуль» | 247       | 1         |                    | 42                 | 3                  |                      | 57                   | 3                    |               | -             | -             | 346    | 7      |
| 2017–18               | «Лаціо»               | A                     | 36        | 2         | КІ                 | 4                  | 0                  | ЛЄ                   | 9                    | 2                    | СІ            | 1             | 0             | 50     | 4      |
| 2018–19               | «Лаціо»               | A                     | 27        | 0         | КІ                 | 5                  | 0                  | ЛЄ                   | 4                    | 0                    | -             | -             | -             | 36     | 0      |
| 2019–20               | «Лаціо»               | A                     | 25        | 0         | КІ                 | 1                  | 0                  | ЛЄ                   | 3                    | 0                    | СІ            | 1             | 0             | 30     | 0      |
| 2020–21               | «Лаціо»               | A                     | 32        | 0         | КІ                 | 0                  | 0                  | ЛЧ                   | 5                    | 0                    | -             | -             | -             | 37     | 0      |
| 2021–22               | «Лаціо»               | A                     | 35        | 0         | КІ                 | 2                  | 0                  | ЛЄ                   | 8                    | 0                    | -             | -             | -             | 45     | 0      |
| Усього за «Лаціо»     | Усього за «Лаціо»     | Усього за «Лаціо»     | 155       | 2         |                    | 12                 | 0                  |                      | 29                   | 2                    |               | 2             | 0             | 198    | 4      |
| Усього за кар'єру     | Усього за кар'єру     | Усього за кар'єру     | 465       | 9         |                    | 58                 | 4                  |                      | 94                   | 6                    |               | 2             | 0             | 619    | 19     |

### Статистика виступів за збірну
| Дата       | Місто                    | Господарі      | Результат               | Гості      | Турнір                          | Голи | Примітки |
| ---------- | ------------------------ | -------------- | ----------------------- | ---------- | ------------------------------- | ---- | -------- |
| 22-8-2007  | Монпельє                 | Бразилія       | 2 – 0                   | Алжир      | товариський матч                | -    | 63'      |
| 6-2-2008   | Дублін                   | Ірландія       | 0 – 1                   | Бразилія   | товариський матч                | -    | 83'      |
| 10-9-2008  | Ріо-де-Жанейро           | Бразилія       | 0 – 0                   | Болівія    | Відбір до ЧС 2010               | -    | 60'      |
| 14-10-2009 | Кампу-Гранді             | Бразилія       | 0 – 0                   | Венесуела  | Відбір до ЧС 2010               | -    |          |
| 10-8-2010  | Іст-Ратерфорд            | США            | 0 – 2                   | Бразилія   | товариський матч                | -    |          |
| 7-10-2010  | Абу-Дабі                 | Бразилія       | 3 – 0                   | Іран       | товариський матч                | -    | 82'      |
| 11-10-2010 | Дербі                    | Бразилія       | 2 – 0                   | Україна    | товариський матч                | -    |          |
| 17-11-2010 | Доха                     | Аргентина      | 1 – 0                   | Бразилія   | товариський матч                | -    |          |
| 9-2-2011   | Сен-Дені                 | Франція        | 1 – 0                   | Бразилія   | товариський матч                | -    |          |
| 27-3-2011  | Лондон                   | Бразилія       | 2 – 0                   | Шотландія  | товариський матч                | -    | 87'      |
| 4-6-2011   | Гоянія                   | Бразилія       | 0 – 0                   | Нідерланди | товариський матч                | -    | 65'      |
| 7-6-2011   | Сан-Паулу                | Бразилія       | 1 – 0                   | Румунія    | товариський матч                | -    | 60'      |
| 3-7-2011   | Ла-Плата (місто)         | Бразилія       | 0 – 0                   | Венесуела  | Копа Америка 2011 - 1-й етап    | -    |          |
| 9-7-2011   | Кордова                  | Бразилія       | 2 – 2                   | Парагвай   | Копа Америка 2011 - 1-й етап    | -    | 59'      |
| 13-7-2011  | Кордова                  | Бразилія       | 4 – 2                   | Еквадор    | Копа Америка 2011 - 1-й етап    | -    |          |
| 17-7-2011  | Ла-Плата (місто)         | Бразилія       | 0 – 0 д.ч. (0 – 2 п.п.) | Парагвай   | Копа Америка 2011 - чвертьфінал | -    | 117'     |
| 5-9-2011   | Лондон                   | Бразилія       | 1 – 0                   | Гана       | товариський матч                | -    |          |
| 11-10-2011 | Торреон                  | Мексика        | 1 – 2                   | Бразилія   | товариський матч                | -    | 64'      |
| 10-11-2011 | Лібревіль                | Габон          | 0 – 2                   | Бразилія   | товариський матч                | -    | 58'      |
| 14-11-2011 | Ер-Райян (муніципалітет) | Бразилія       | 2 – 0                   | Єгипет     | товариський матч                | -    |          |
| 12-10-2013 | Сеул                     | Південна Корея | 0 – 2                   | Бразилія   | товариський матч                | -    | 69'      |
| 15-10-2013 | Пекін                    | Бразилія       | 2 – 0                   | Замбія     | товариський матч                | -    |          |
| 16-11-2013 | Маямі-Ґарденс            | Гондурас       | 0 – 5                   | Бразилія   | товариський матч                | -    | 71'      |
| 19-11-2013 | Торонто                  | Бразилія       | 2 – 1                   | Чилі       | товариський матч                | -    | 90+3'    |
| Усього     |                          | Матчів         | 24                      |            | Голів                           | 0    |          |

## Досягнення

### Командні
«Греміо»
- Переможець серії B: 2005
- Чемпіон штату Ріу-Гранді-ду-Сул: 2006, 2007

«Ліверпуль»
- Володар Кубка Футбольної ліги: 2012

«Лаціо»
- Володар Суперкубка Італії: 2017, 2019
- Володар Кубка Італії: 2018-19

Збірна Бразилії
- Чемпіон Південної Америки (U-20): 2007
- Кубок Америки: 2007
- Бронзовий олімпійський призер: 2008

### Особисті
- Гравець року в Бразилії: 2006